# Тадзири, Ёсихиро
Ёсихи́ро Тадзи́ри (яп. 田尻 義博, род. 29 сентября 1970, Иокогама) — японский рестлер и промоутер, известный под именем Тадзи́ри (Таджи́ри), он также выступал под именами Водолей и Киккоман и недолго работал под маской Тигре Бланко.
Он стал известен всему миру благодаря работе в Extreme Championship Wrestling (ECW) с 1998 по 2001 год и World Wrestling Federation / World Wrestling Entertainment в 1996 и 1997 годах, а также с 2001 по 2005 год и в 2016—2017 годах. В начале своей карьеры он работал в нескольких мексиканских промоушенах, в том числе Consejo Mundial de Lucha Libre (CMLL). После ухода из WWE в 2005 году он работал в ряде японских промоушенов, включая New Japan Pro-Wrestling (NJPW), Hustle, Pro Wrestling Noah (Noah) и Wrestle-1 (W-1). Он также был промоутером и ведущим борцом промоушена Smash, а также его преемника Wrestling New Classic (WNC). В настоящее время он имеет постоянный контракт с All Japan Pro Wrestling (AJPW).
На протяжении многих лет Тадзири тренировал различных рестлеров, включая Кусиду, Минору Фудзиту, Рэя и Сюри. В ECW он выиграл титул телевизионного чемпиона мира ECW и сформировал постоянную команду с Майки Уипвреком, которая выиграла командное чемпионство ECW. За годы работы в WWE он один раз выиграл титул чемпиона WWF в полутяжелом весе, один раз — титул чемпиона Соединенных Штатов WCW, несколько раз — титул чемпиона WWE в первом тяжёлом весе, командное чемпионство WWE с Эдди Герреро и командное чемпионство мира с Уильямом Ригалом.

## Титулы и достижения
- All Japan Pro Wrestling
  - Телевизионный чемпион Gaora (1 раз)[2]
  - Телевизионный командный чемпион AJPW TV в матчах шести человек (1 раз) — с Юсуке Кодама и Хокуто Омори
  - Чемпион мира в полутяжелом весе (2 раза)[3]
  - Jr. Tag Battle of Glory (2018) — с Кодзи Ивамото[4]
- Big Japan Pro Wrestling
  - Чемпион BJW в полутяжелом весе (оригинальная версия) (1 раз)[5]
  - Чемпион BJW в полутяжелом весе (1 раз)[5]
  - Команый чемпион BJW (2 раза) — с Рюдзи Ямакава[6]
- Combat Zone Wrestling
  - Чемпион мира CZW в тяжёлом весе (1 раз)[7]
- Consejo Mundial de Lucha Libre
  - Чемпион мира CMLL в полутяжёлом весе (1 раз)
- European Wrestling Association
  - Интерконтинентальный чемпион EWA (1 раз)[8]
- European Wrestling Promotion
  - Интерконтинентальный чемпион EWP (1 раз)[9]
- Extreme Championship Wrestling
  - Телевизионный чемпион мира ECW (1 раз)[10]
  - Командный чемпион мира ECW (1 раз) — с Майки Уипвреком[11]
- Fight Club Finland
  - Чемпион Финляндии FCF в тяжёлом весе (2 раза)[12][13]
- International Wrestling Association
  - Хардкорный чемпион IWA (1 раз)[14]
- Major League Wrestling
  - Чемпион мира MLW в среднем весе (1 раз)
- Pro Wrestling Illustrated
  - № 23 в топ 500 рестлеров в рейтинге PWI 500 в 2002[15]
- Pro Wrestling Malta
  - Чемпион PWM в тяжёлом весе (1 раз)[16]
- Tokyo Sports
  - Специальная премия (2001)[17]
- World Wrestling Federation / World Wrestling Entertainment
  - Чемпион Соединённых Штатов WCW (1 раз)[18]
  - Чемпион WWF в полутяжёлом весе (1 раз)[19]
  - Чемпион WCW/WWF/WWE в первом тяжёлом весе (3 раза)[20][21][22]
  - Командный чемпион WWE (1 раз) — с Эдди Герреро[23]
  - Командный чемпион мира (1 раз) — с Уильямом Ригалом[24]
- Wrestle-1
  - Интерконтинентальный чемпион EWP (1 раз)[25]
  - Чемпион мира среди трио UWA (1 раз) — с Казом Хаяси и Минору Танака[26]
- Wrestling New Classic
  - Чемпион WNC (1 раз)